# Astrofizika
Ástrofízika je kot znanstvena veda del fizike in se ukvarja s fizikalnimi pojavi v Vesolju, ki jih opazuje astronomija. Velikokrat je v pomoč fiziki, ker s svojimi postopki in rešitvami pojasnjuje tudi nastale fizikalne probleme, še posebej v jedrski fiziki in optiki.
Domena astrofizike je ugotavljanje lastnosti zvezd in stelarnih objektov, kot so npr. velikost zvezde (njen kotni premer), njeno lastno gibanje med zvezdami, njena efektivna temperatura površja (Sonce ima 5860 stopinj K), navidezna (od -1,44 pri Siriju do 6,00 magnitude pri najšibkejši zvezdi, ki jo še vidimo s prostim očesom) in absolutna magnituda (od skoraj -9,00 pri najbolj svetlih nadorjakinjah do 25,00 pri najšibkejših rdečih in rjavih pritlikavkah), HD ime (ime po Henryu Draperju), HIP ime (po Hiparhovem katalogu), njena oddaljenost od Sonca (v svetlobnih letih ali parsekih), njen premer (od manj kot stotinke polmera Sonca do 871,00 polmera Sonca pri največji, v povprečni gostoti zelo redki nadorjakinji), njen spektralni in svetlostni razred (npr. O1 III, kar pomeni da je izmed vseh zvezda tipa O ta najtoplejša, in da spada v svetlostni razred običajnih orjakinj). Astrofiziki ugotavljajo polega tega tudi tirnice dvozvezdij in velikih plinastih planetov, ki se gibljejo okoli ciljnih zvezd. Te ciljne zvezde so po vseh lastnostih zelo podobne Soncu, in bi se na njih razvilo življenje, katerega značilnosti bi lahko bile vsaj malo podoben zemeljskemu. Te zvezde so zanimive tudi za projekt Seti (iskanje izvenzemeljskega življenja).
Ta panoga znanosti je izjemno zanimivo področje za razvijanje modelov, s katerimi se lahko podprejo ali ovržejo ključne znanstvene hipoteze.